# 趙師喦
永敏惠王趙師喦（？—1224年11月18日（嘉定十七年十月初六）），祖籍涿郡（今河北省保定市清苑縣）人，宋朝宗室、崇憲靖王趙伯圭第八子，第四代嗣秀王。

## 生平
趙師喦最初在隆興元年（1163年）補任右承務郎、主管台州崇道观，父親趙伯圭在嘉泰二年（1202年）去世時官通州军州事。之後，他在开禧二年（1206年）由朝奉郎、直秘閣特授忠州防御使，亦擔任過慶元府知府。
嘉定十七年七月辛亥（1224年8月2日），南宋朝廷令他襲封嗣秀王，同年十月去世，贈官太傅，追封永王，諡號敏惠。

## 家族

### 子女
- 趙希特[8]
- 趙希⿰彳悳[8]
- 趙希𢛳[8]